# Spinosphaera carrerai
Spinosphaera carrerai är en ringmaskart som beskrevs av Londono-Mesa 2003. Spinosphaera carrerai ingår i släktet Spinosphaera och familjen Terebellidae. Inga underarter finns listade i Catalogue of Life.